# Anzy-le-Duc
Anzy-le-Duc is een gemeente in het Franse departement Saône-et-Loire (regio Bourgogne-Franche-Comté). De plaats maakt deel uit van het arrondissement Charolles. Anzy-le-Duc telde op 1 januari 2022 423 inwoners.

## Geografie
Anzy-le-Duc ligt in de streek Brionnais in het zuidwesten van Bourgogne-Franche-Comté, aantrekkelijk vanwege zijn romaanse kerken, kastelen en het heuvelachtige heggenlandschap (bocage). Met zijn ondergrond van mergel, kalk en graniet is het gebied zeer geschikt voor veeteelt. Meer noordelijk ligt de streek Charolais, bekend door het gelijknamige rundveeras; in het oosten grenst Brionnais aan de heuvels van Beaujolais.
De oppervlakte van Anzy-le-Duc bedroeg op 1 januari 2022 25,06 vierkante kilometer; de bevolkingsdichtheid was toen 16,9 inwoners per km².

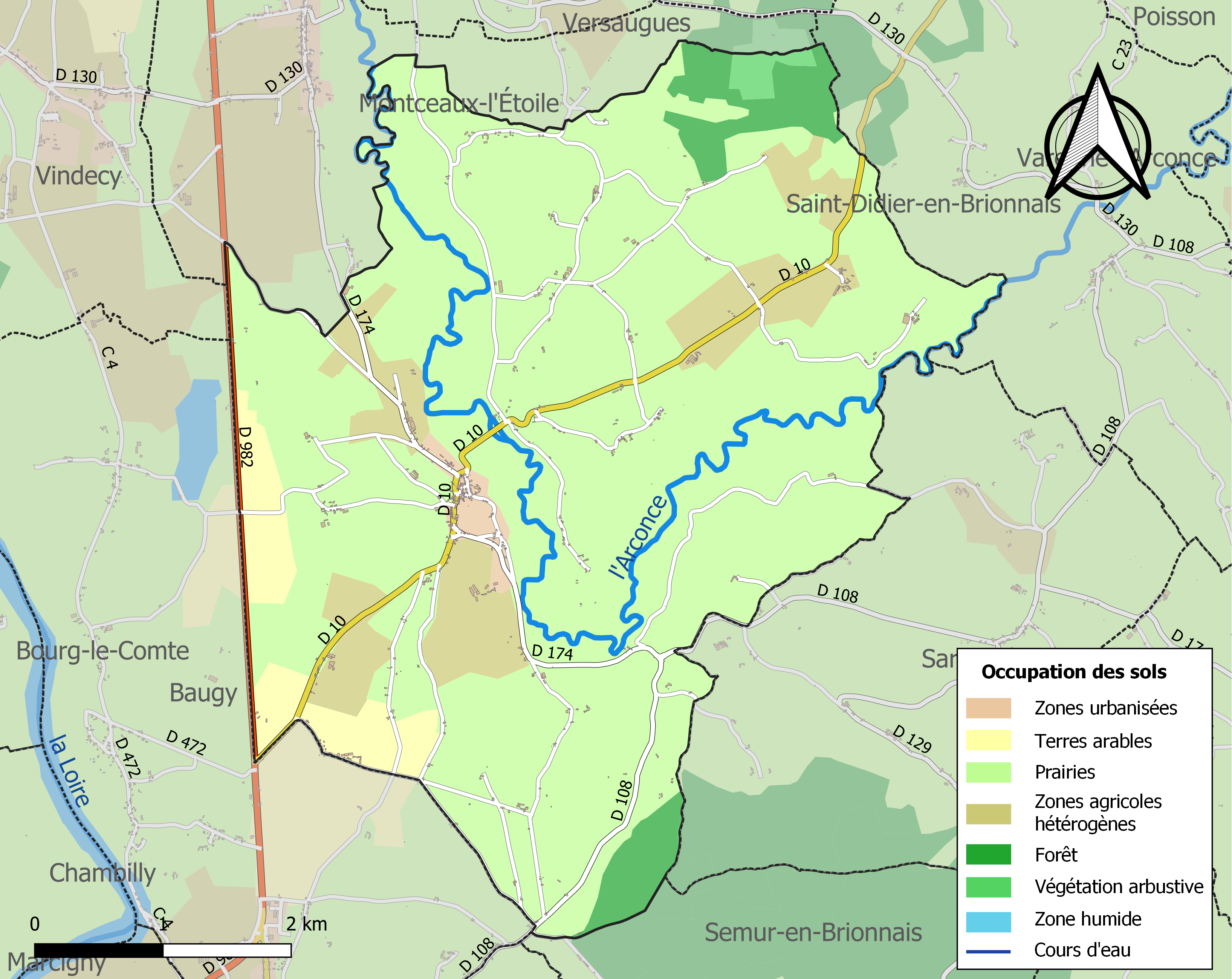
Kaart van de gemeente met de belangrijkste infrastructuur, bodemgebruik en omliggende gemeenten

## Demografie
Onderstaande figuur toont het verloop van het inwonertal (bron: INSEE-tellingen).

## Geschiedenis
Waarschijnlijk was de plaats in de Romeinde tijd al bewoond. In 876 werd hier een benediktijnse priorij gesticht. De verering van de eerste prior, Hugo van Poitiers, maakte na zijn dood het dorp in de 10e en 11e eeuw tot een druk bezochte en welvarende bedevaartplaats. In de 17e eeuw werd de priorij meermalen geplunderd en nam het belang ervan af. In 1789 waren er nog maar twee of drie monniken. Tijdens de Franse Revolutie werd de kerk genationaliseerd en verkocht aan drie burgers.

## Anzy-le-Duc in de literatuur
- Honoré de Balzac situeert in Anzy-le-Duc een groot deel van zijn roman La Muse du département. Zijn heldin Dinah de La Baudraye bezit een kasteel waarin zij haar gasten ontvangt.[2]